# Georg Hilger
Georg Hilger (* 17. Dezember 1939 in Leversbach, Kreis Düren; † 26. September 2023 in Aachen–Kornelimünster) war ein deutscher katholischer Religionspädagoge und Hochschullehrer.

## Leben
Nach dem Lehramtsstudium in Aachen und den beiden Staatsprüfungen war Hilger Volksschullehrer und Fachleiter für Religionsunterricht an einem Staatlichen Bezirksseminar (1965–1970). Als Dozent für Katholische Religionspädagogik und Schulpädagogik von 1970 bis 1972 engagierte er sich am Aufbau des Instituts für Lehrerfortbildung, eine Einrichtung der fünf (Erz-)Bistümer in Nordrhein-Westfalen. Von 1972 bis 1975 war er Förderungsassistent an der Pädagogischen Hochschule Rheinland, wo er auch in Erziehungswissenschaft mit dem Schwerpunkt Religionspädagogik zum Dr. paed. promoviert wurde. Anschließend war er bis 1984 wieder Dozent am Institut für Lehrerfortbildung in Essen-Werden, daneben hatte er Lehraufträge an verschiedenen Universitäten und eine Lehrstuhlvertretung für Katholische Theologie und ihre Didaktik an der Universität-Gesamthochschule Duisburg. Dort wurde er auch habilitiert und später apl. Professor. Von 1984 bis 1994 war er Direktor des Katechetischen Instituts des Bistums Aachen – Institut für Religionspädagogik und Katechetik. Vom 1. April 1994 bis zur Emeritierung am 1. April 2005 hatte er den Lehrstuhl für Praktische Theologie (Religionspädagogik und Didaktik des Religionsunterrichts) an der Katholisch-Theologischen Fakultät der Universität Regensburg inne. Er war Gastprofessur an der Katholisch-Theologischen Fakultät Wien.
Sein Forschungsschwerpunkte finden sich in zahlreichen Beiträgen zur religionspädagogischen Forschung wieder. Diese Beiträge konzentrieren sich weitgehend auf religionsdidaktische Fragestellungen zur Curriculumforschung und -entwicklung im schulischen Religionsunterricht zu Grundsatzfragen sowie im Kontext innovativer Lehrpläne und Schulbuchprojekte, die Bilanzierung und Fortentwicklung religionsdidaktischer Forschung durch umfassende Standardwerke und zahlreiche Publikationen zu aktuellen Herausforderungen religiöser Erziehung und Bildung. Zum inhaltlichen Profil gehört durchgängig die konsequente Parteinahme für eine theologisch und pädagogisch begründete Subjektorientierung sowie für die Beachtung der ästhetischen Dimension religiösen Lernens.
Georg Hilger war verheiratet. Er hat drei Kinder. Er starb am 26. September 2023 im Alter von 83 Jahren.

## Publikationen (in Auswahl)
- Religionsunterricht als offener Lernprozeß, Kösel-Verlag München 1975. ISBN 3-46630-141-6
- Zugänge zu biblischen Texten. Eine Lesehilfe zur Bibel für die Grundschule. Altes Testament (zusammen mit Hans Zirker u. a.), Patmos, Düsseldorf 1981, ISBN 3-49178-013-6
- Religionsunterricht im Abseits? Das Spannungsfeld Jugend – Schule – Religion (zusammen mit George Reilly), München 1993.
- Wahrnehmen und gestalten: Ästhetisches Lernen. In: Münchener Theologische Zeitschrift 51 (2000) 201–210.
- Reli. Unterrichtswerk für katholischen Religionsunterricht in der Sekundarstufe I. (zusammen mit Elisabeth Reil), München 2001ff.
- Religionsdidaktik (zusammen mit Stephan Leimgruber und Hans-Georg Ziebertz), München 2010, Neuausg., vollst. überarb. 6. Aufl. der 1. Aufl. 2001.
- Religionsdidaktik Grundschule. Handbuch für die Praxis des evangelischen und katholischen Religionsunterrichts (zusammen mit Werner H. Ritter, Konstantin Lindner, Henrik Simojoki, Eva Stögbauer), München 2014, überarbeitete und erweiterte Neuausgabe.